# ستيف بارنز (لاعب هوكي جليد)
ستيف بارنز هو لاعب هوكي جليد كندي، ولد في 19 يوليو 1970 في جرافنهورست في كندا.

## وصلات خارجية
- ستيف بارنز على موقع EliteProspects.com (الإنجليزية)
- ستيف بارنز على موقع HockeyDB.com (الإنجليزية)